# Tubo
Tubo (Bayan ng Tubo, Abra) är en kommun i Filippinerna. Kommunen ligger på ön Luzon, och tillhör provinsen Abra. Folkmängden uppgår till 5 588 invånare.
Tubo är indelat i 10 barangayer.